# Kyrkeby bränneri
Kyrkeby bränneri är ett svenskt brännvinsdestilleri, beläget nordost om Vissefjärda i Emmaboda kommun.
Kronofogden Gösta Persson anlade på 1770-talet ett litet bränneri i Norra Kyrkeby för husbehovsbränning. Här pågick kommersiell brännvinsbränning fram till 1971 och det är Sveriges äldsta  fungerande brännvinsbränneri med potatis som bas. Numera är det ett industrimuseum med ännu fungerade produktionsutrustning med en stor del av utrustningen från 1800-talet bevarad, bland annat ångpannan och ångmaskinen från 1875.
Kyrkeby gård köptes 1855 av Alfred Malmström, som byggde ett nytt bränneri bredvid det gamla, med avsevärt större produktionskapacitet. Det kunde så småningom tillverka omkring 4.000 liter sprit av så kallad "normalstyrka" (motsvarande 50 volymprocent alkohol). En del maskiner byttes ut under sent 1800-tal eller tidigt 1900-tal.
År 1971 lades de då 28 svenska gårds- eller andelsbrännerierna ned för att koncentrera produktionen till ett nybyggt bränneri i Tings Nöbbelöv utanför Kristianstad. Kyrkeby bränneri lades i malpåse av ägarna, bröderna Birger och Henning Skårin. De skänkte det 1988 till Vissefjärda hembygdsförening.
Kyrkeby gård blev byggnadsminne 2002, och Kyrkeby gårdsbränneri utsågs samma år till Årets industriminne av Svenska Industriminnesföreningen. Sedan 2017 producerar Vissefjärda hembygdsförening då och då åter brännvin i anläggningen.